# Francesco Campogalliani
Francesco Campogalliani (Ostellato, 3 marzo 1870 – Mantova, 15 gennaio 1931) è stato un commediografo, attore e burattinaio italiano.

## Biografia

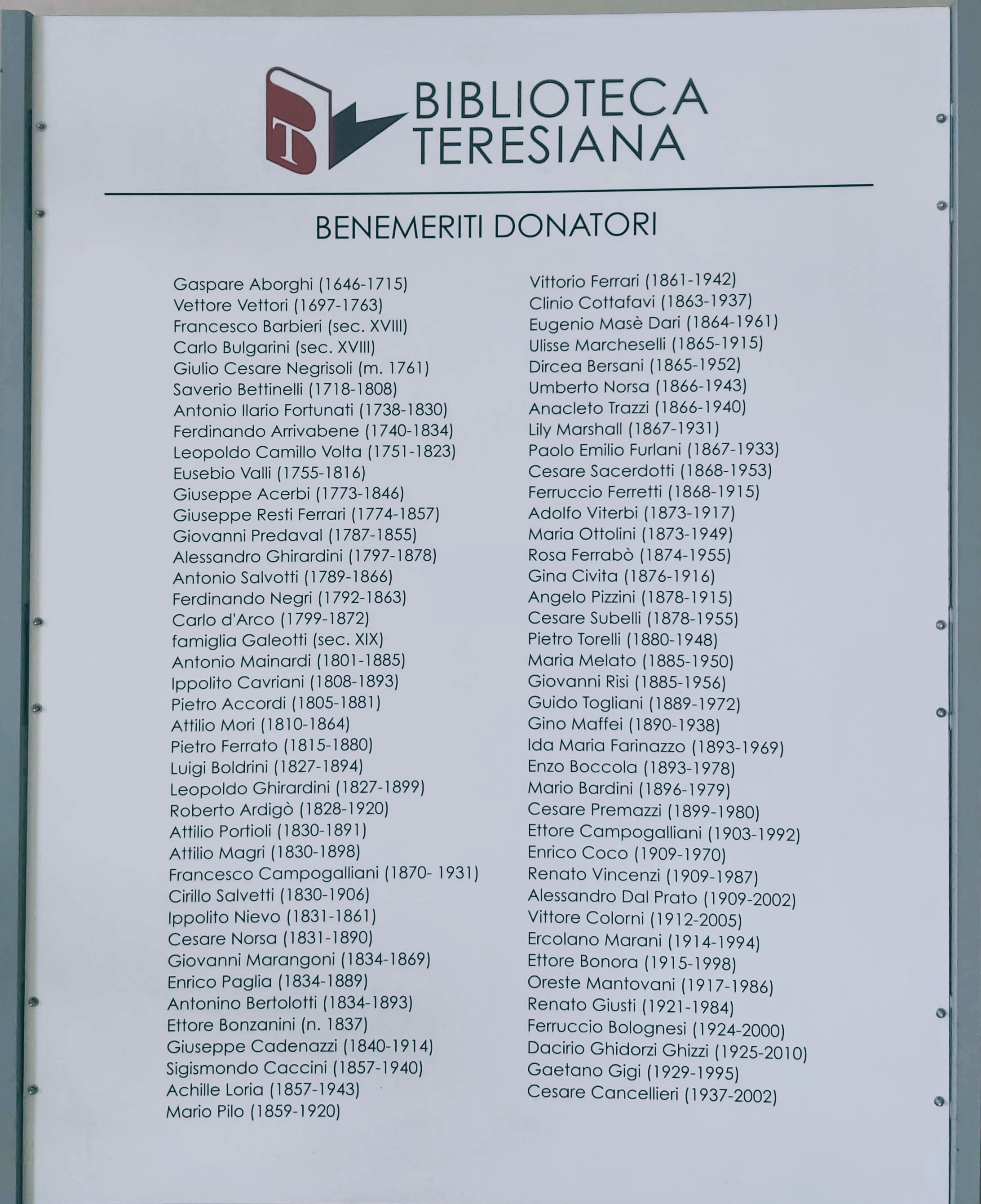
Francesco Campogalliani tra i donatori della Biblioteca Teresiana di Mantova.

È stato il più famoso e l'ultimo di una dinastia modenese di burattinai, ebrei convertiti, avviata da Luigi Rimini, che alla fine del XVIII secolo col battesimo, assunse il cognome di Campogalliani. Tra la fine dell'Ottocento e gli anni venti del Novecento impose l'arte dei burattini nei teatri, nobilitandola come una vera manifestazione artistica su tutto il territorio nazionale. Fu autore di copioni per il teatro dei burattini ispirati alla commedia dell'arte, ma anche interprete del repertorio drammatico. La sua famiglia s'era imparentata con un'altra storica dinastia di burattinai modenesi: i Preti.
Oggi alcuni suoi burattini sono conservati presso il Museo teatrale alla Scala di Milano.
Scrisse inoltre sonetti in mantovano, veneziano e bolognese. Compose con Francesco Carli la commedia Chi da nualtar la taca miga (1930), in dialetto mantovano.
Era padre del compositore, musicista e maestro di canto e musica Ettore Campogalliani, nonché fratello del regista cinematografico Carlo Campogalliani e nonno dell'attrice Francesca Campogalliani. Nel 1946 Ettore fondò l'Accademia Teatrale Francesco Campogalliani, dedicandola al padre. L'Accademia era e rimane tuttora una compagnia costituita da un gruppo di attori dilettanti che nel corso dei decenni ottennero lusinghieri risultati tanto da essere paragonata alle migliori compagnie professioniste.

## Opere
- Chi da noaltar la taca migha. Comedia nostrana, sensa mignognole in tri at. La Regin d'la Fera. Comedia in tri at, Mantova. ed. Segna, 1931; opera teatrale in dialetto mantovano di Francesco Campogalliani e Francesco Carli.
- Ben tornade rondanine..., Mantova, Tre lune, 1998; raccolta di nove poesie in dialetto mantovano e altre sette in dialetto bolognese e romagnolo.
- Teresa Buelloni, Il canzoniere mantovano, presentato da una poesia di Francesco Campogalliani, Mantova - Tipografia La Stampa, 1929. Poesie in vernacolo.